# Чаушич, Горан
Го́ран Ча́ушич (серб. Горан Чаушић; род. 5 мая 1992, Белград) — сербский футболист, полузащитник таиландского клуба «Бурирам Юнайтед».

## Клубная карьера

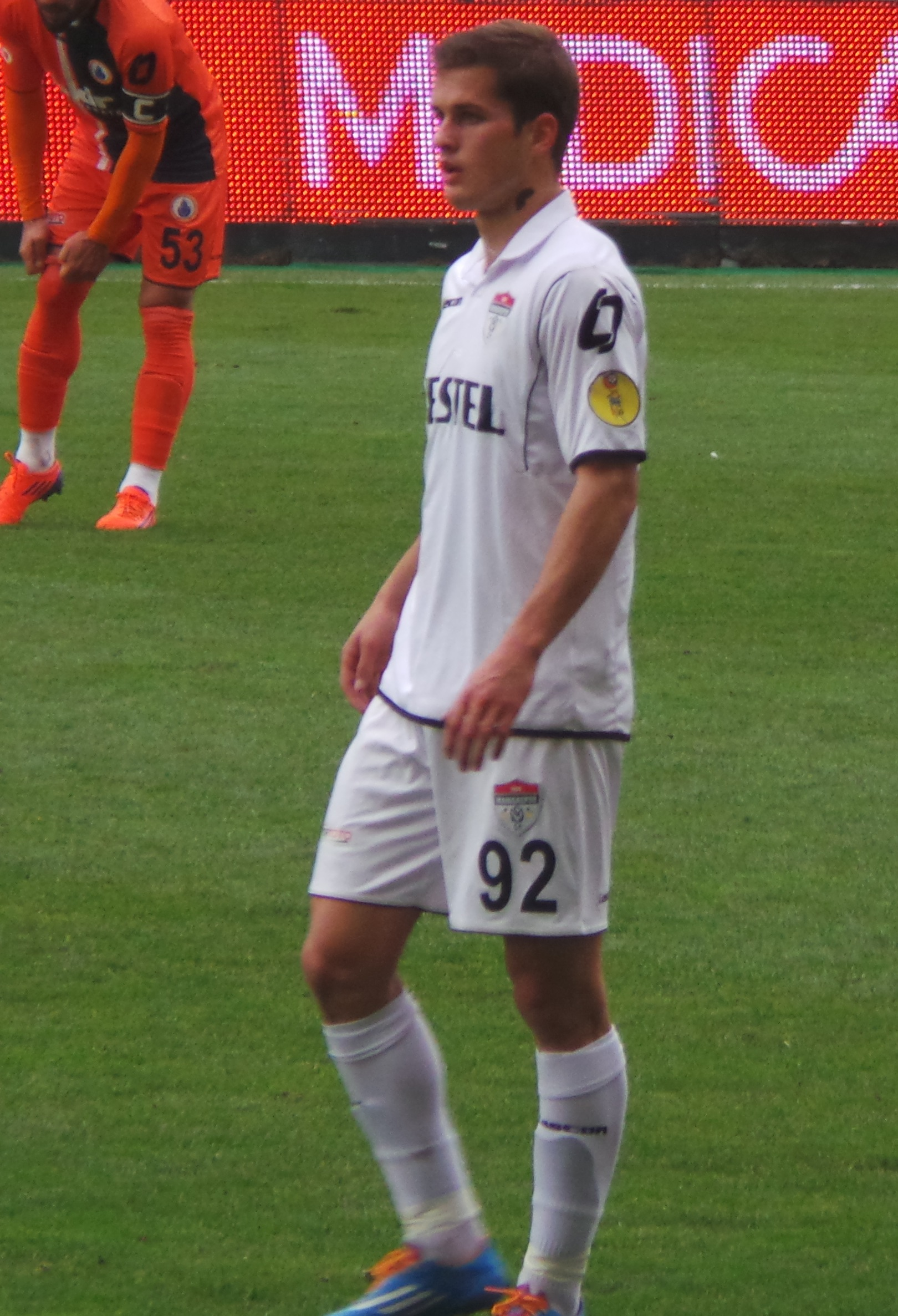
Чаушич в составе «Эскишехирспора»

Чаушич — воспитанник «Црвены Звезды». В 2009 году Горан подписал свой первый профессиональный контракт сроком на три года. Для получения игровой практики он на правах аренды был отправлен в «Сопот» и так и не дебютировал за «Црвену Звезду». В начале 2012 года Чаушич перешёл в «Рад». Сумма трансфера составила 30 тыс. евро. В матче против «Металаца» он дебютировал в чемпионат Сербии. 14 апреля в поединке против «Спартака» из Суботицы Горан забил свой первый гол за «Рад». В начале 2013 года Чаушич перешёл в турецкий «Эскишехирспор». Сумма трансфера составила 1 млн евро. 28 января в матче против «Ордуспора» он дебютировал в турецкой Суперлиге. В дебютном сезоне Чаушич не смог закрепиться в основе и в начале 2014 года был отдан в аренду в «Манисаспор». 18 января в матче против «Шанлыурфаспора» он дебютировал в Первой турецкой лиге. 2 марта в поединке против «Истанбул Башакшехира» Чаушич забил свой первый гол за «Манисаспор». По окончании аренды он вернулся в «Эскишехирспор». 5 октября в поединке против «Ризеспора» Горан забил свой первый гол за команду.
Летом 2016 года Чаушич на правах свободного агента подписал контракт с испанской «Осасуной». 21 ноября в матче против «Леганес» он дебютировал в Ла Лиге. 27 января 2017 года в поединке против «Малаги» Горан забил свой первый гол за «Осасуну».
Летом 2017 года Чаушич перешёл в тульский «Арсенал», подписав контракт на два года. 18 июля в матче против столичного «Локомотива» он дебютировал в РФПЛ. 27 октября в поединке против столичного ЦСКА Горан забил свой первый гол за «Арсенал».

## Карьера в сборной
В 2011 году в составе юношеской сборной Сербии Чаушич принял участие в юношеском чемпионате Европы в Румынии. На турнире он сыграл в матчах против команд Турции, Испании, Бельгии и Чехии.
В 2015 году в составе молодёжной сборной Сербии Чаушич принял участие в молодёжном чемпионате Европы в Чехии. На турнире он сыграл в матчах против Дании, Германии и Чехии.